# دوار (جنوب السودان)
دوار هي قرية كبيرة في  مقاطعة كوخ  [الإنجليزية] التابعة لولاية الوحدة في جنوب السودان.